# Amata mixta
Amata mixta är en fjärilsart som beskrevs av Krüger 1919. Amata mixta ingår i släktet Amata och familjen björnspinnare. Inga underarter finns listade i Catalogue of Life.